# Ștefan Dănilă

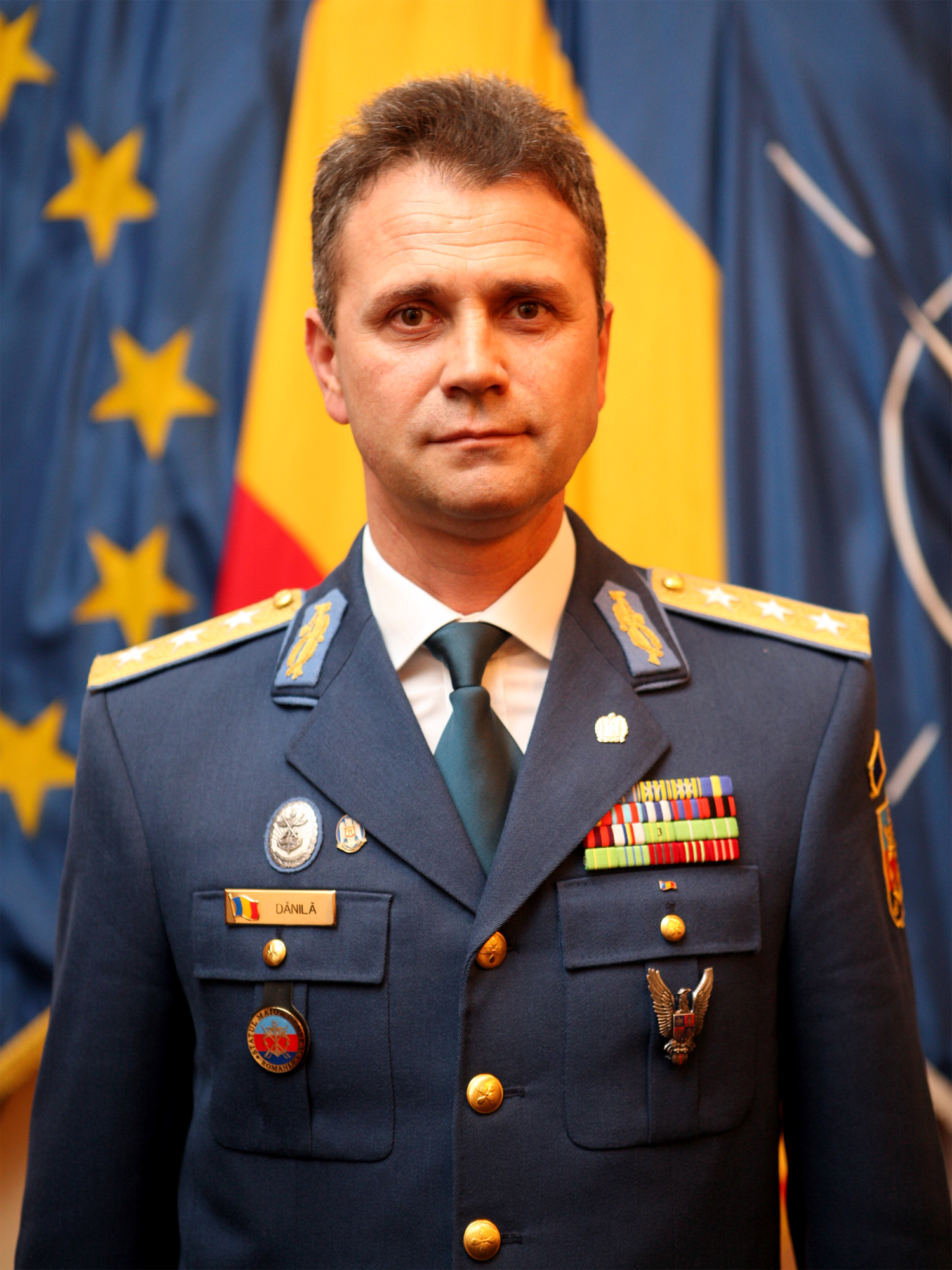
Ștefan Dănilă

Ștefan Dănilă (* 14. Mai 1965) ist ein rumänischer General und war von 2011 bis 2014 Befehlshaber der rumänischen Armee.

## Leben
Ștefan Dănilă wurde in Târgu Neamț im gleichnamigen Kreis in der Region Westmoldau geboren.
Der General ist verheiratet und Vater eines Kindes. Neben seiner Muttersprache beherrscht er auch Englisch.

## Militärische Laufbahn
Nach verschiedenen Aufgaben bei den Luftstreitkräften, wurde Dănilă im Oktober 2010 auf den Posten des stellvertretenden Chefs des rumänischen Generalstabs versetzt. Am 1. Januar 2011 wurde er zu dessen Chef ernannt und somit militärischer Befehlshaber der rumänischen Streitkräfte. Am 20. Juli 2011 erfolgte seine Beförderung zum Generalleutnant. Am 31. Dezember 2014 wurde er, inzwischen im Rang eines Generals, als Chef des Generalstabs verabschiedet. Seine Nachfolge trat Nicolae Ciucă an.